# Puerto Varas
Puerto Varas je chilské město a obec v provincii Llanquihue v regionu Los Lagos. Leží na břehu jezera Llanquihue, asi 20 km severně od regionálního hlavního města Puerta Montt, se kterým tvoří konurbaci. Ve městě žije přibližně 26 tisíc obyvatel. Vzniklo roku 1853 a jméno nese po chilském politikovi Antoniu Varasovi (1817–1886).
Klima města je deštivé oceánské, může zde pršet po celý rok, největší intenzity srážek jsou zaznamenány v zimě a na jaře (srpen–říjen). Zimní srážky bývají jen výjimečně sněhové. Letní teploty (v lednu a únoru) dosahují maximálně 30 °C.
Západně od centra města prochází dálnice 5 (Panamericana) a kromě místních autobusových linek a kolektivního taxi (colectivo) je Puerto Varas propojeno dálkovými linkami mj. s městy Puerto Montt, Llanquihue, Castro, Osorno či Valdivia. Mezi turistické cíle obsluhované spoji patří zejména lokality pod sopkou Osorno – Ensenada, vodopády Pedrohue a jezero Všech svatých (Lago Todos los Santos).
Oblast v okolí byla osídlena německými a rakouskými přistěhovalci (některými i z českých zemí – na tento fakt odkazuje i název vesnice patřící k Purto Varas – Nueva Braunau – „Nový Broumov“), mezi místní tradiční pokrmy se tak řadí Kuchen, tedy koláče, bábovky a buchty typické pro středoevropskou gastronomii.

## Fotogalerie

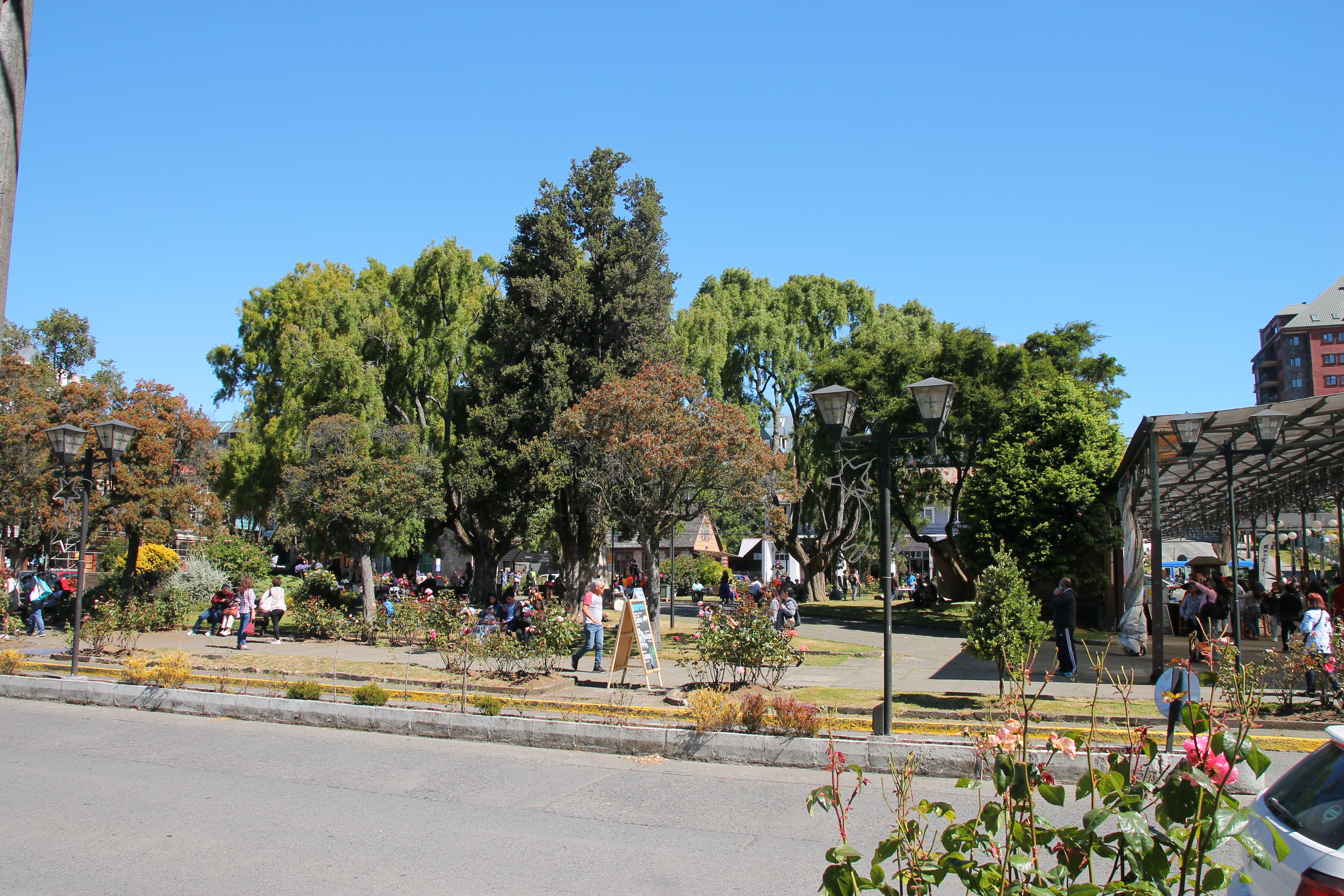
Plaza de Armas
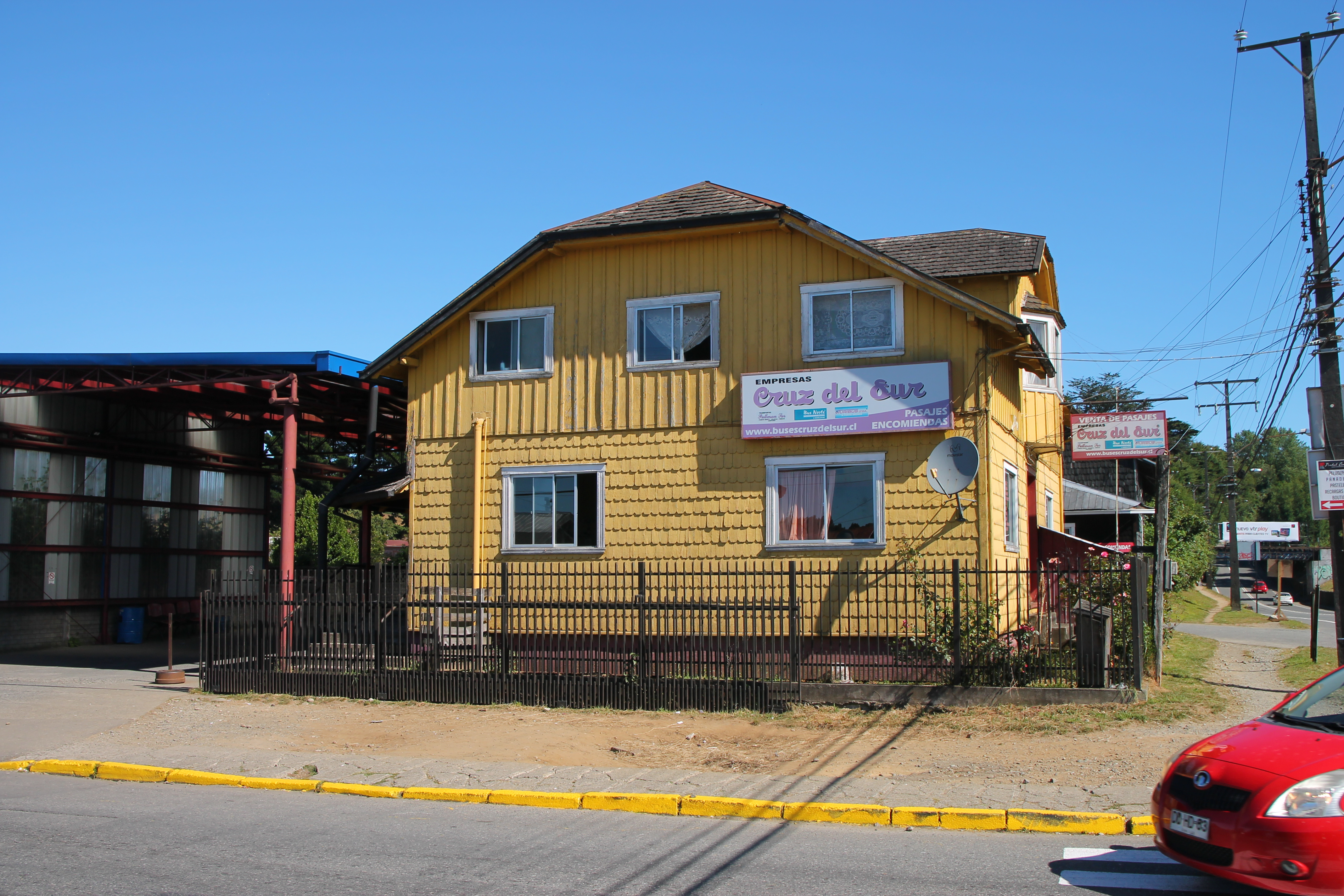
Jeden z autobusových terminálů
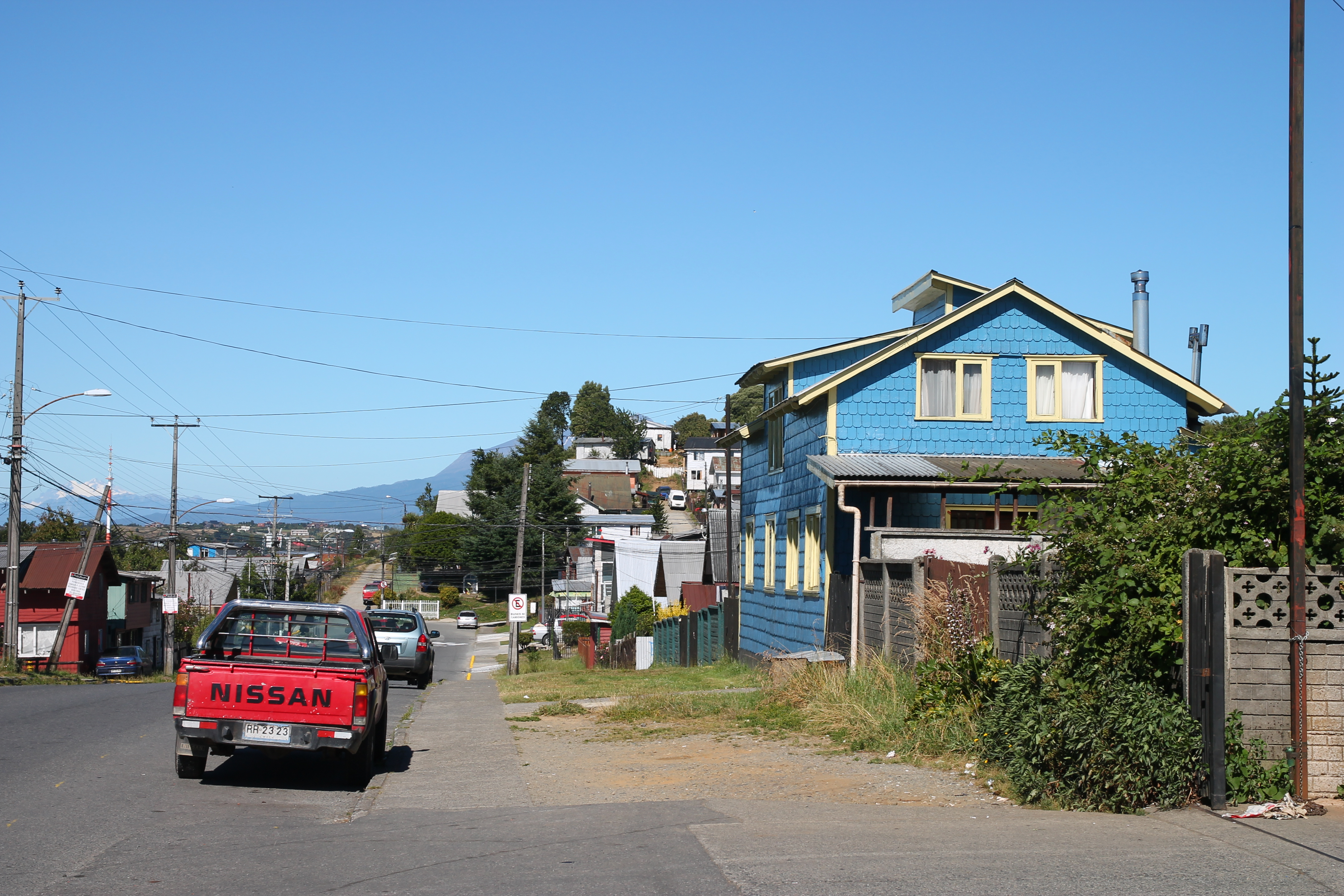
Typická zástavba ve městě
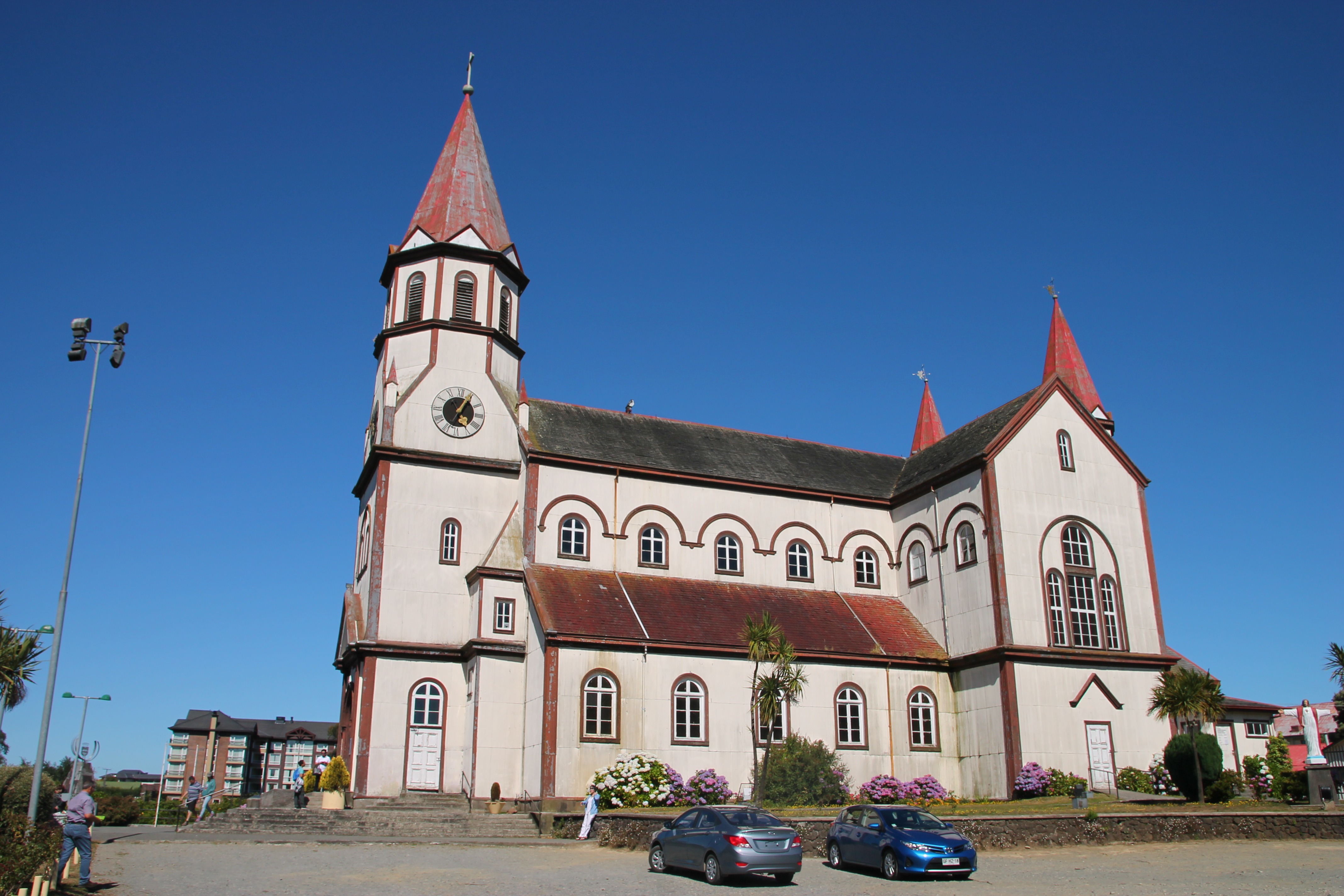
Kostel Nejsvětějšího Srdce Ježíšova
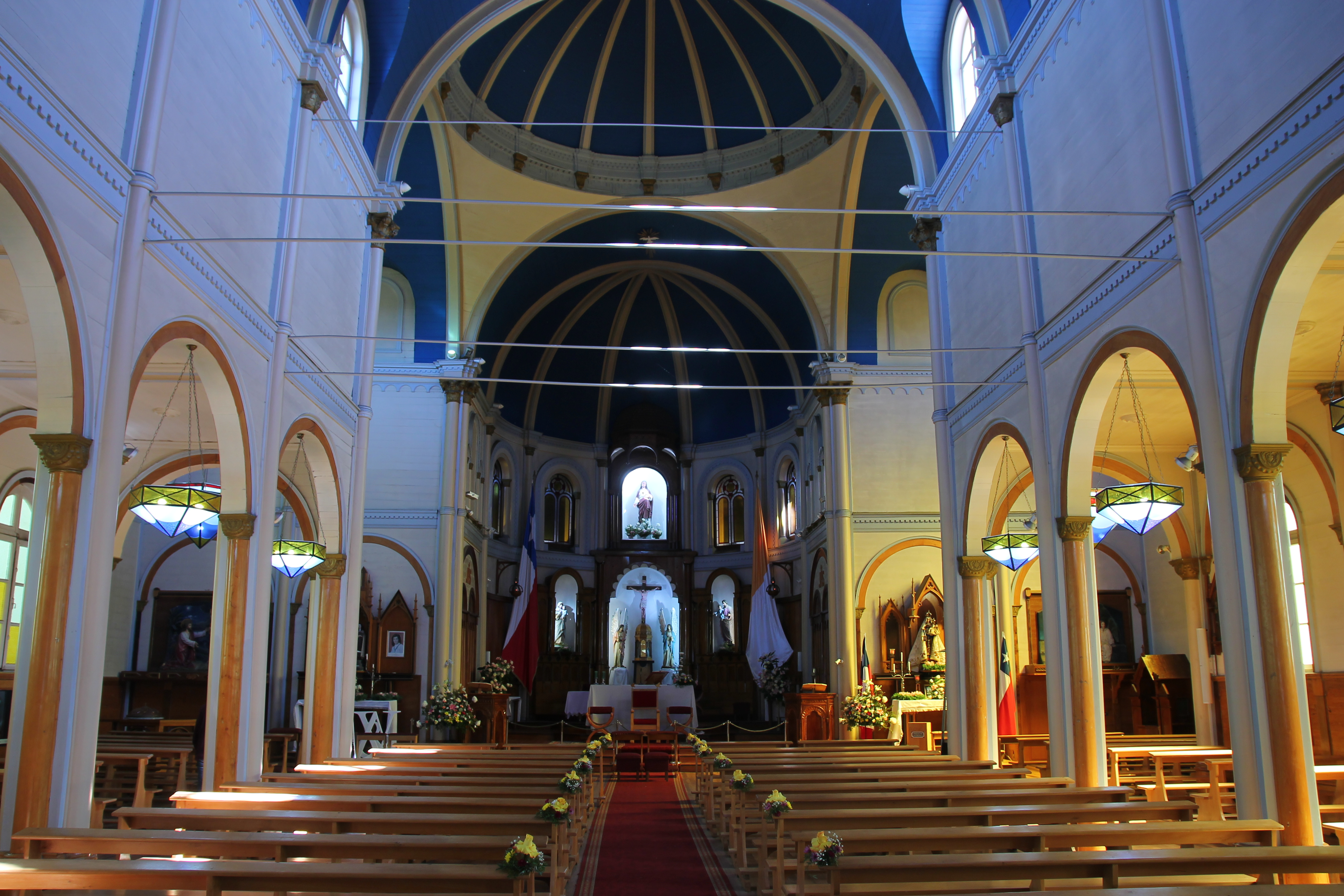
Interiér kostela
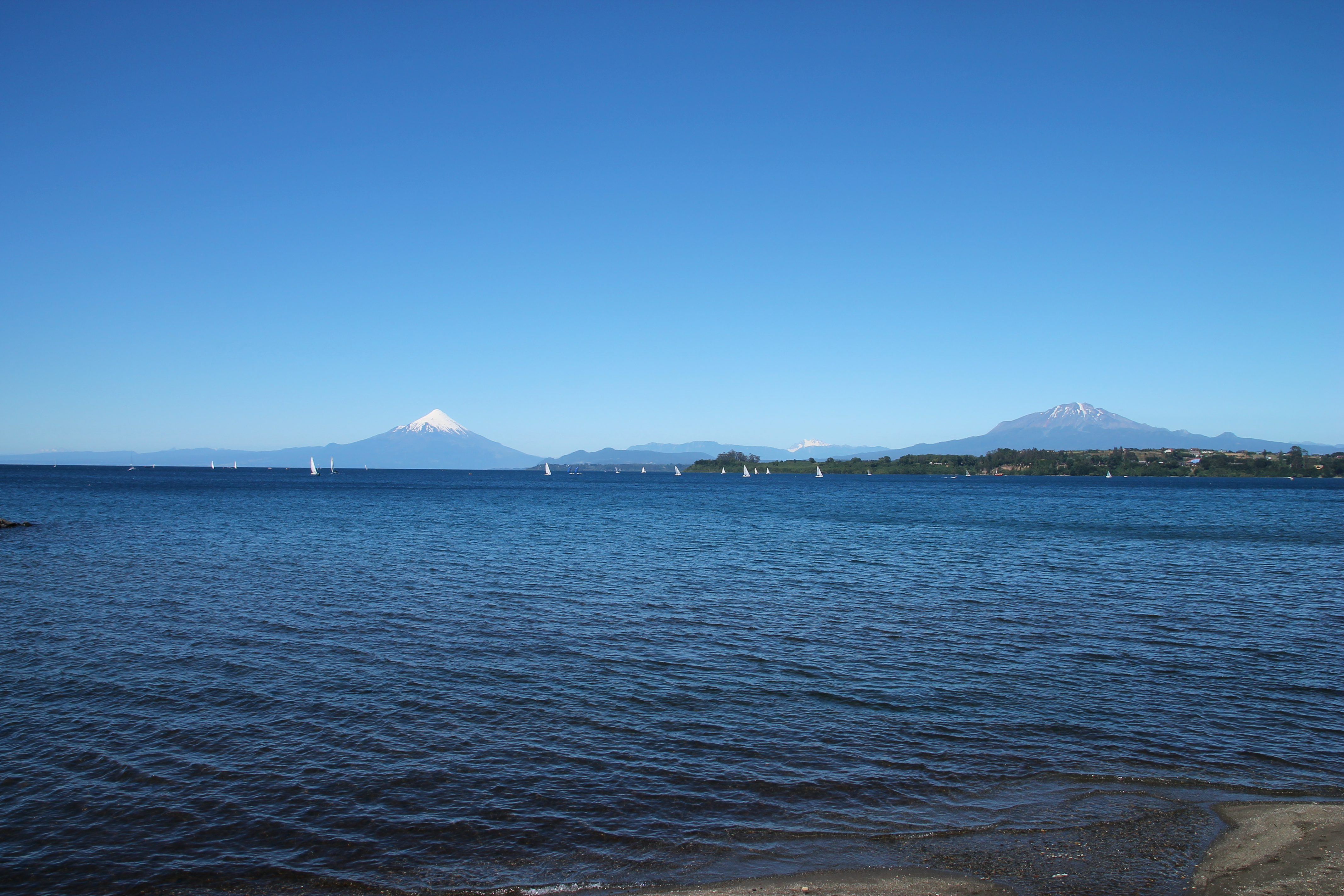
Výhled z nábřeží jezera Llanquihue směrem na sopky Osorno a Calbuco